# Richard Klapp
Richard Klapp (* 21. Oktober 1841 in Sachsenberg; † unbekannt) war ein deutscher Verwaltungsjurist, Rechtsanwalt und königlich-preußischer Landrat im Kreis Löbau (1876–1881) der Provinz Preußen bzw. ab 1878 der Provinz Westpreußen sowie in den Kreisen Buk (1881–1887) und Neutomischel (1887–1894) der Provinz Posen.
Klapp studierte Rechtswissenschaften in Bonn und Berlin. Im Anschluss wirkte er von 1868 bis 1874 als Rechtsanwalt in Arolsen. Danach folgte eine Tätigkeit als Gerichtsassessor in Rößel, bis er 1876 zum Landrat in Löbau ernannt wurde.